# Орхус (коммуна)
О́рхус (дат. Århus Kommune) — датская коммуна в составе области Центральная Ютландия. Площадь — 468,87 км², что составляет 1,09 % от площади Дании без Гренландии и Фарерских островов. Численность населения на 1 января 2012 года — 314 545 чел. (мужчины — 146 226, женщины — 152 312; иностранные граждане — 20 705).

## Железнодорожные станции
- Орхус Ховедбанегор (Århus Hovedbanegård)
- Бедер (Beder)
- Эгелунн (Egelund)
- Гуннар Клаусенсвай (Gunnar Clausensvej)
- Гуннеструп (Gunnestrup)
- Хавебюэн (Havebyen)
- Йортсхёй (Hjortshøj)
- Хоумаркен (Hovmarken)
- Конгсванг (Kongsvang)
- Лёгтен (Løgten)
- Люструп (Lystrup)
- Маллинг (Malling)
- Морслет (Mårslet)
- Мёллепаркен (Mølleparken)
- Эллегорсвай (Øllegårdsvej)
- Эстбанеторвет (Østbanetorvet)
- Росенхёй (Rosenhøj)
- Скёдструп (Skødstrup)
- Сколебаккен (Skolebakken)
- Торсёвай (Torsøvej)
- Транбьерг (Tranbjerg)
- Вестре Странналле (Vestre Strandallé)
- Вибю Й (Viby J)
- Вильхельмсборг (Vilhelmsborg)

## Изображения

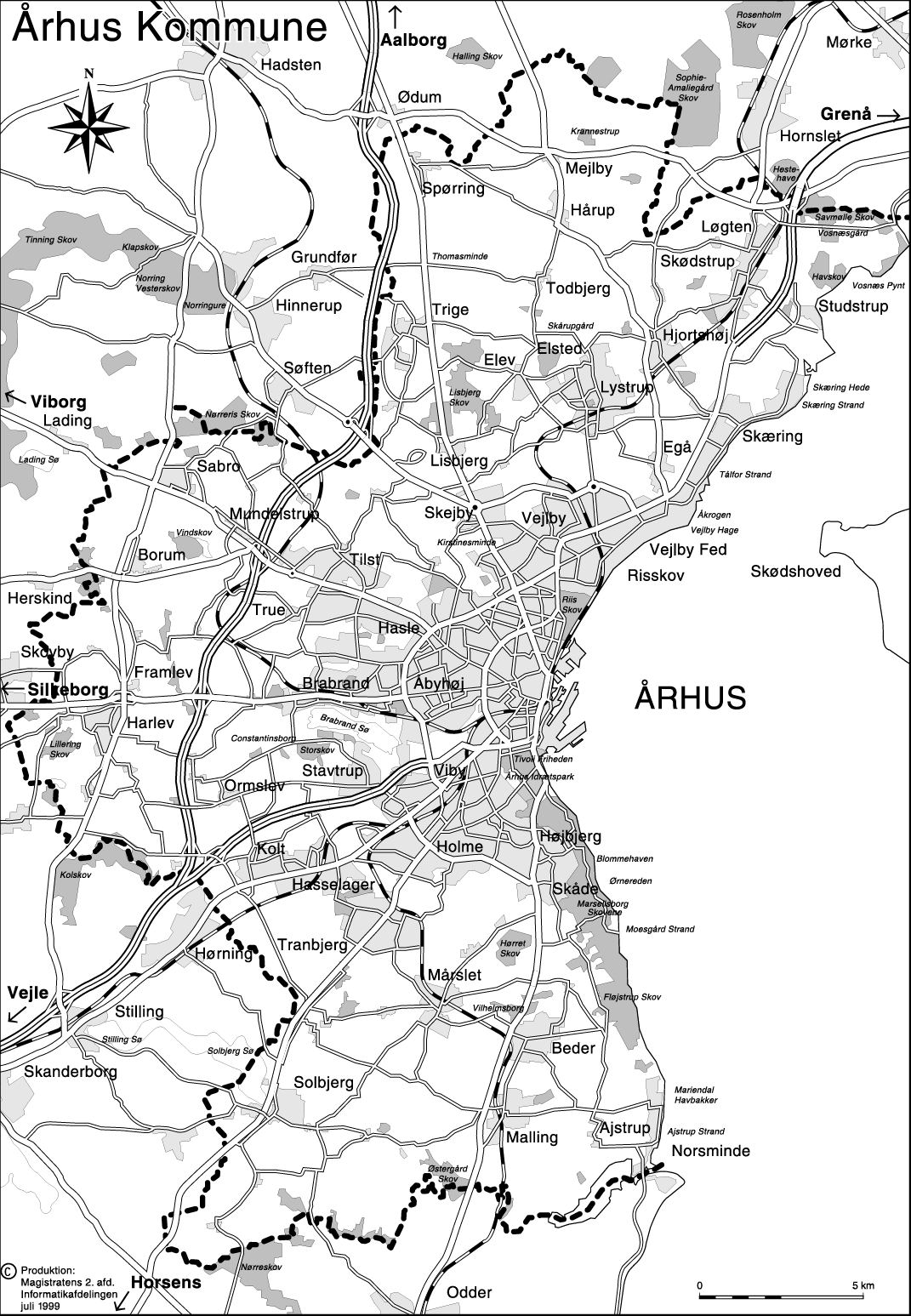
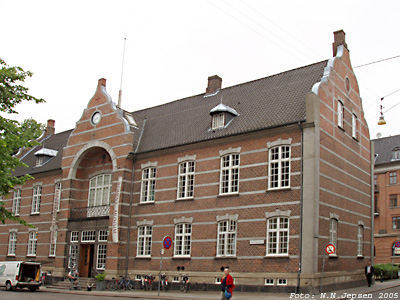
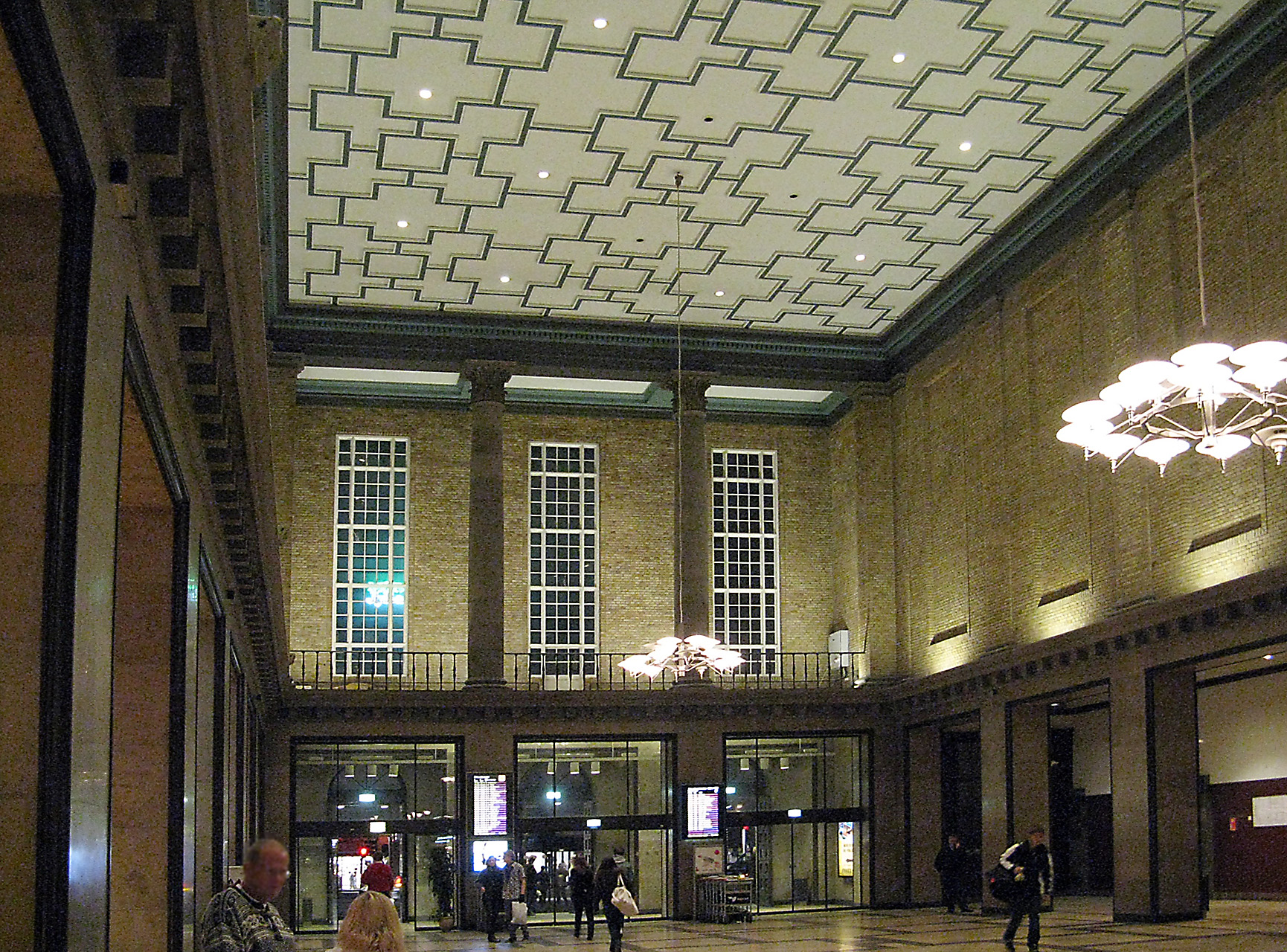
Орхус Ховедбанегор